# عبد العزيز بن حبتور
عبد العزيز صالح بن حبتور (1955-) سياسي يمني منتمي لحزب المؤتمر الشعبي العام، شغل مناصب عدة في المجال الأكاديمي والسياسي. عمل كمحافظ لمحافظة عدن. تم تكليفه من قبل صالح الصماد رئيس المجلس السياسي الأعلى بتشكيل حكومة الإنقاذ الوطني في صنعاء وأصبح رئيسا لمجلس الوزراء فيها في 2 أكتوبر 2016، أعلن أسماء أعضاء حكومته في 28 نوفمبر 2016، منحت حكومته الثقة من مجلس النواب في 10 ديسمبر 2016.
حكومة بن حبتور تفتقد للاعتراف الدولي لوجود حكومة أحمد عبيد بن دغر المعترف بها دولياً.
وفي يوم السبت 10 أغسطس 2024 صدر قـرار رئيس المجلس السياسي الأعلى مهدي المشاط بتبادل المناصب بين الدكتور بن حبتور وأحمد غالب الرهوي عضو المجلس السياسي الأعلى، حيث عُيِّن بن حبتور  عضواً في المجلس السياسي الأعلى بدلا عن الرهوي والذي كُلِّف بتشكيل ما أسمي ب «حكومة التغيير والبناء».

## المؤهلات التعليمية
- حاصل على درجة الماجستير من جامعة الاقتصاد في برلين جمهورية ألمانيا الديمقراطية عام 1988م.
- حاصل على درجة الدكتوراه من جامعة التجارة لايبزغ – جمهورية ألمانيا الاتحادية - عام 1992م.
- حاصل على اللقب العلمي أستاذ مشارك من مجلس جامعة عدن بموجب نظام الترقي العلمي في عام1997م.
- حاصل على اللقب العلمي «أستاذ» من مجلس جامعة عدن بموجب لائحة الترقي العلمي بالجامعة في عام 2001م.

## الأوسمة والميداليات والشهادات العلمية
- جائزة التفوق العلمي من المدرسة العليا للاقتصاد، برلين للطلاب الأجانب الممنوحة من وزارة التعليم العالي الألماني لألمانيا الديمقراطية عام 1990م.
- درع اتحاد المؤرخين العرب، بغداد الممنوح من البروفيسور محمد المشهداني رئيس الاتحاد عام 1998م.
- شهادة علمية من الجامعة الأمريكية العالمية عن كتاب التربية جسر المستقبل الممنوحة من الدكتورة ماكسينا آشر عام 2003م.
- شهادة من مكتبة الدولة المركزية بالصين – بكين حول مجموعة من الإصدارات العلمية له باللغتين العربية والإنجليزية عام 2006م.
- شهادة وميدالية من مكتب التربية العربي لدول مجلس التعاون الخليجي بالرياض الممنوحة من الدكتور علي القرني مدير عام المكتب عام 2008م.
- شهادة تكريم من جامعة روستك الألمانية بشأن تطوير العلاقات الاكاديمية بين جامعتي عدن وروستك الممنوحة من الروفيسور ولف جانج شارك رئيس الجامعة عام 2010م.
- شهادة علمية من جامعة سانكت بطرسبرورج كلية الأستشراق بشأن تطوير العلاقات بين جامعتي عدن وسانكت بطرس بورج وحول المحاضرة العلمية التي ألقاها أمام المستشرقين الروس وطلاب التاريخ واللغة العربية عام2013م.
- شهادة علمية من معهد موريتز للفلسفة بجامعة روستك الألمانية الممنوحة من البروفيسور هانس فيندل عن تطور العلاقة بين المعهد وجامعة عدن ومحاضرته العلمية حول الأوضاع الاقتصادية والاجتماعية والسياسية باليمن عام 2014م.
- شهادة علمية من جامعة موسكو الحكومية «لومونسوف» كلية الاستشراق للشرق الأقصى والأوسط وأفريقيا عن تطوير العلاقات الاكاديمية بين جامعتي عدن وموسكو وعن المحاضرة العلمية حول مؤتمر الحوار الوطني الشامل باليمن بشهر أكتوبر عام 2014م
- شهادة علمية من مكتبة الدولة موسكو «مكتبة لينين المركزية سابقاً» عن عدد من مؤلفاته التي تم إيداعها بالمكتبة عام 2014م.
- الميدالية الذهبية من منظمة الأيسيسكو بالرباط من الدكتور عبد العزيز التويجري المدير العام للمنظمة الإسلامية، عن الدور الذي تم إنجازه به بين وزارة التربية والتعليم اليمنية والمنظمة الدولية الإسلامية عام 2010م.
- الميدالية الذهبية للذكرى الأربعين لتأسيس جامعة عدن من رئيس الوزراء رئيس المجلس الأعلى للجامعات اليمنية علي محمد مجور عام 2010م.
- وسام الشجاعة من قبل رئيس الجمهورية علي عبد الله صالح في العام 1994م.

## أهم المناصب التي تقلدها

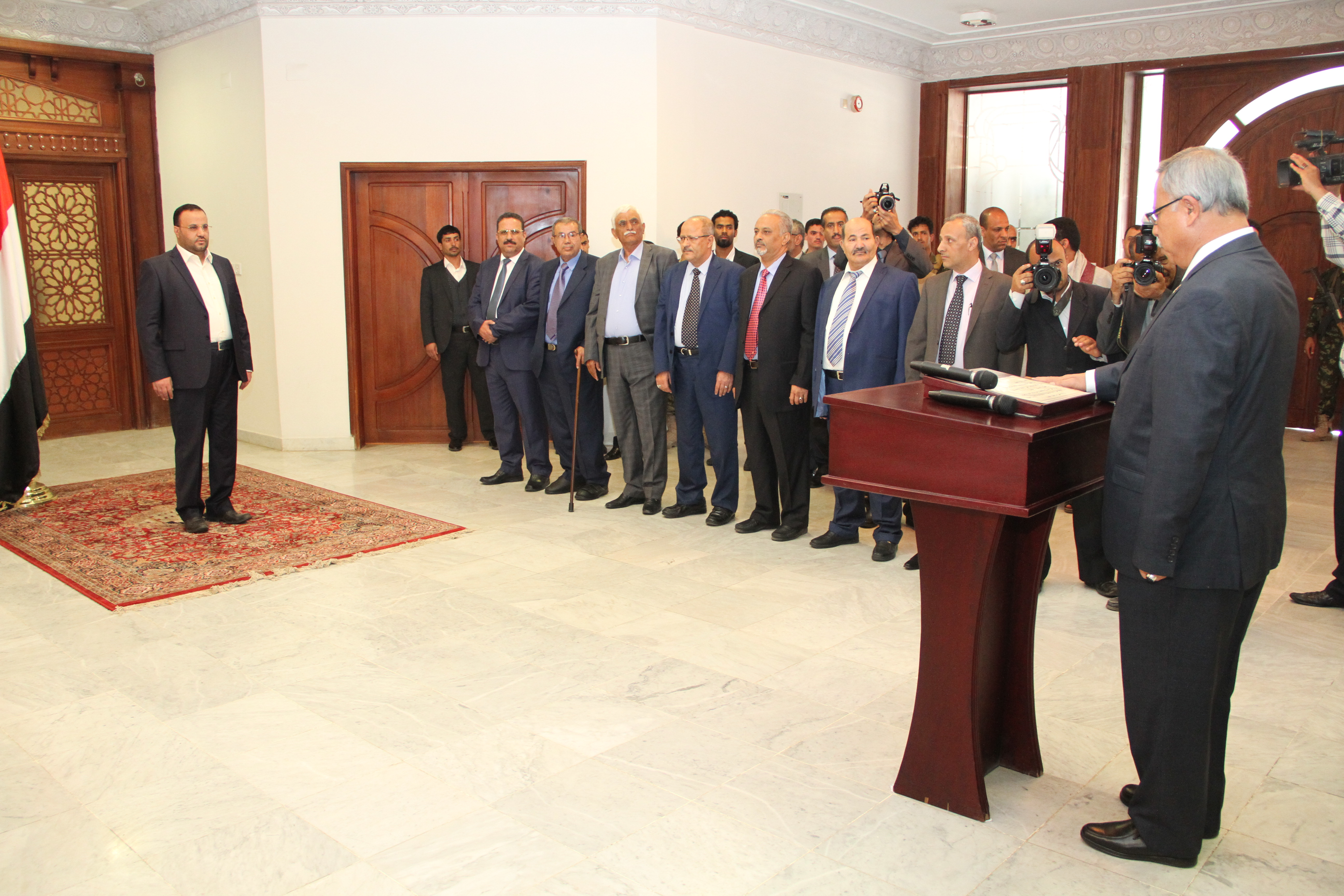
اليمين الدستورية أمام صالح الصماد

- رئيس قسم إدارة الأعمال كلية الاقتصاد والإدارة عام 1993م جامعة عدن.
- شغل منصب نائب رئيس جامعة عدن للشئون المالية والإدارية لمدة عامين للفترة 1994م- 1996م.
- قائم بأعمال الأمين العام لجامعة عدن لمدة خمس سنوات خلال الفترة 1996- 2000م.
- عُين بقرار جمهوري نائباً لرئيس جامعة عدن لشئون الطلاب لمدة ست سنوات خلال الفترة 1996م – 2001م.
- عُين بقرار جمهوري نائباً لوزير التربية والتعليم في أبريل 2001 إلى يونيو 2008م.
- عُين بقرار جمهوري رئيساً لجامعة عدن يونيو 2008م.